# Esme Madra
Esme Madra (* 1987 in Istanbul) ist eine türkische Schauspielerin.

## Leben und Karriere
Madra wurde 1987 in Istanbul geboren. Sie studierte an der Mimar Sinan Güzel Sanatlar Üniversitesi. Sie spielte in verschiedenen Serien und Filme wie O da Beni Seviyor, Çoğunluk, Zenne, Koyu Kırmızı, Nefesim Kesilene Kadar, Rüzgarda Salınan Nilüfer. Außerdem trat sie 2018 in der Fernsehserie Vatanım Sensin auf. 2020 bekam sie eine Rolle in der Serie Bir Başkadır. Unter anderem war sie in dem Film Tuzdan Kaide zu sehen. Anschließend spielte sie 2022 in dem Film AMA die Hauptrolle.

## Filmografie
Filme
- 2001: O da Beni Seviyor - Sommerliebe (O da Beni Seviyor)
- 2010: Zenne
- 2010: Çoğunluk
- 2016: Rüzgarda Salınan Nilüfer
- 2018: Tuzdan Kaide
- 2022: AMA

Serien
- 2017: Hemşire
- 2018: Vatanım Sensin
- 2020: Bir Başkadır

## Theater
- 2013: Küçük
- 2014: Maşenka
- 2016: Ev'vel Zaman
- 2019: Ama